# Умершие в июне 2012 года
Это список известных людей, соответствующих установленным критериям значимости (см. Википедия:Критерии значимости персоналий), умерших в июне 2012 года.
Причина смерти указывается лишь в исключительных случаях (убийство, самоубийство, гибель в результате военных действий, смертная казнь, ДТП или несчастные случаи). В остальных случаях — не указывается.

## Список

### 1 июня

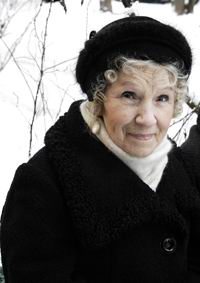
Надежда Ефимовна Вербицкая

- Алиев, Ванати Шарипович (53) — российский актёр, заслуженный артист республики Дагестан[1].
- Баринов, Денис (27) — российский политик, руководитель Национального совета детских и молодёжных объединений России[2].
- Велиев, Джафар Джабраил-оглы (82) — министр внутренних дел Азербайджанской ССР (1979—1987)[3].
- Вербицкая, Надежда Ефимовна (86) — советская и российская актриса, актриса Тверского театра юного зрителя[4].
- Мрочек, Чеслав (91) — польский актёр [www.kino-teatr.ru/kino/acter/euro/210857/bio/].
- Орантас, Ромуальдас (62) — литовский художник-иллюстратор, лауреат Международных конкурсов[5].
- Фолкнер, Патрик (94) — ирландский политик, министр природных ресурсов (1968—1969), министр образования (1969—1973), министр туризма и транспорта и министр почт и телеграфов (1977—1979), министр обороны (1979—1980), спикер Палаты представителей Ирландии (1980—1981)[6].

### 2 июня

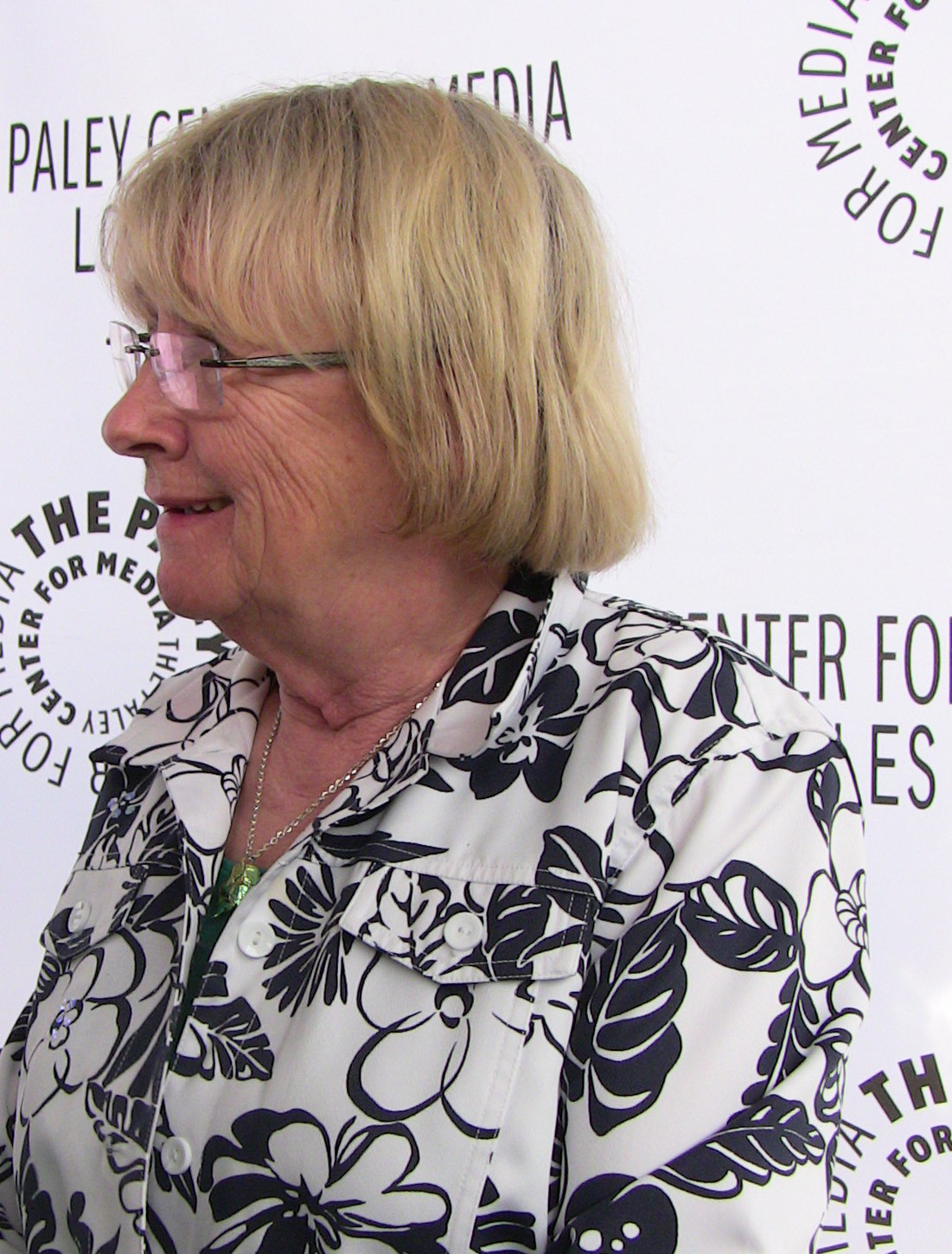
Кэтрин Джустен

- Асланов, Эльнур (29) — тренер сборной Азербайджана по вольной борьбе; погиб в ДТП[7]
- Боцер, Авраам (82) — командующий Военно-морскими силами Израиля (1968—1972)[8].
- Бурда, Алексей (38) — российский музыкальный продюсер и музыкант, участник группы «Ласковый май»; алкогольная интоксикация[9]
- Гарнетт (мл), Дэвид (90) — американский бизнесмен, генеральный директор авиакомпании Delta Air Lines (1978—1987)[10].
- Джустен, Кэтрин (72) — американская актриса, двукратный лауреат премии Эмми (2005, 2008); рак лёгких. [www.kino-teatr.ru/kino/acter/hollywood/60475/works/]
- Доусон, Ричард (79) — американский актёр и телеведущий («Бегущий человек»); рак пищевода[11]
- Калеро, Адольфо (81) — никарагуанский бизнесмен, один из лидеров «контрас», отвечавший за финансовую поддержку движения и поставки оружия; пневмония и почечная недостаточность[12].
- Тагути, Гэнъити (88) — японский инженер и статистик[13]
- Эллис, Лерой (72) — американский баскетболист, чемпион НБА в составе Лос-Анджелес Лейкерс (1972)[14].

### 3 июня
- Котенко, Евгений Александрович (82) — советский и российский учёный, доктор технических наук, профессор, лауреат Государственной премии СССР[15].
- Лалла, Раджсуммер (96) — маврикийский юрист, председатель Комитета по правам человека ООН (1989—1991)[16].
- Ришар, Жан-Луи (85) — французский актёр, режиссёр и сценарист, номинант премии «Оскар» за лучший оригинальный сценарий («Американская ночь»)[17].
- Сальвадори, Рой (90) — британский автогонщик, победитель 24 часов Ле-Мана 1959 года, пилот Формулы-1[18].
- Сассман, Пол (44) — британский писатель, журналист и археолог[19][19].
- Тэлбойс, Брайан (90) — министр иностранных дел Новой Зеландии, заместитель премьер-министра (1975—1981)[20],.
- де Вит, Роэл (85) — нидерландский политик, специальный уполномоченный королевы (губернатор) провинции Северная Голландия (1970—1976))[21].

### 4 июня

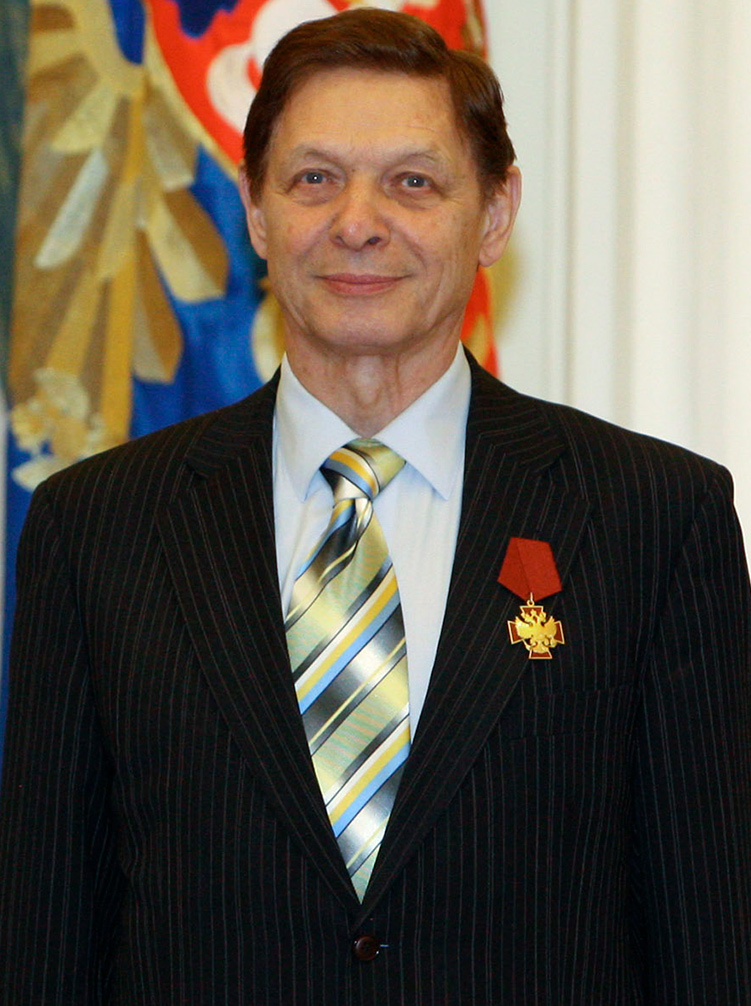
Эдуард Хиль

- Аль-Либи, Абу Яхья (49) — ливийский террорист, один из главарей (второе лицо) Аль-Каиды. Убит во время ударов американских беспилотных летательных аппаратов в Пакистане[22].
- Бхаттачария (81) — индийский астроном, открывший атмосферу Ганимеда[23]
- Дериглазов, Анатолий Федорович (66) — российский хозяйственный деятель, Генеральный директор ОАО «Курский завод КПД», Заслуженный строитель России[24].
- Джолли, Стэн (86) — американский художник-постановщик, номинант премии «Оскар» за лучшую работу художника-постановщика (1985) («Свидетель»)[25].
- Кесада Торуньо, Родольфо (80) — гватемальский кардинал Римско-католической церкви, архиепископ Гватемалы (2001—2010)[26].
- Марино, Джордж (65) — американский звукоинженер (Sterling Sound); рак лёгких[27].
- Рид, Херб (83) — американский музыкант из группы The Platters[28].
- Улитенко, Станислав (64) — российский театральный режиссёр, режиссёр Красноярского государственного театра оперы и балета[29].
- Хиль, Эдуард Анатольевич (77) — советский и российский эстрадный певец, лауреат премии Ленинского комсомола, лауреат Всероссийских и Международных конкурсов, народный артист РСФСР[30].

### 5 июня
- Ансуорт, Барри (81) — британский писатель, Лауреат Букеровской премии (1992)[31].

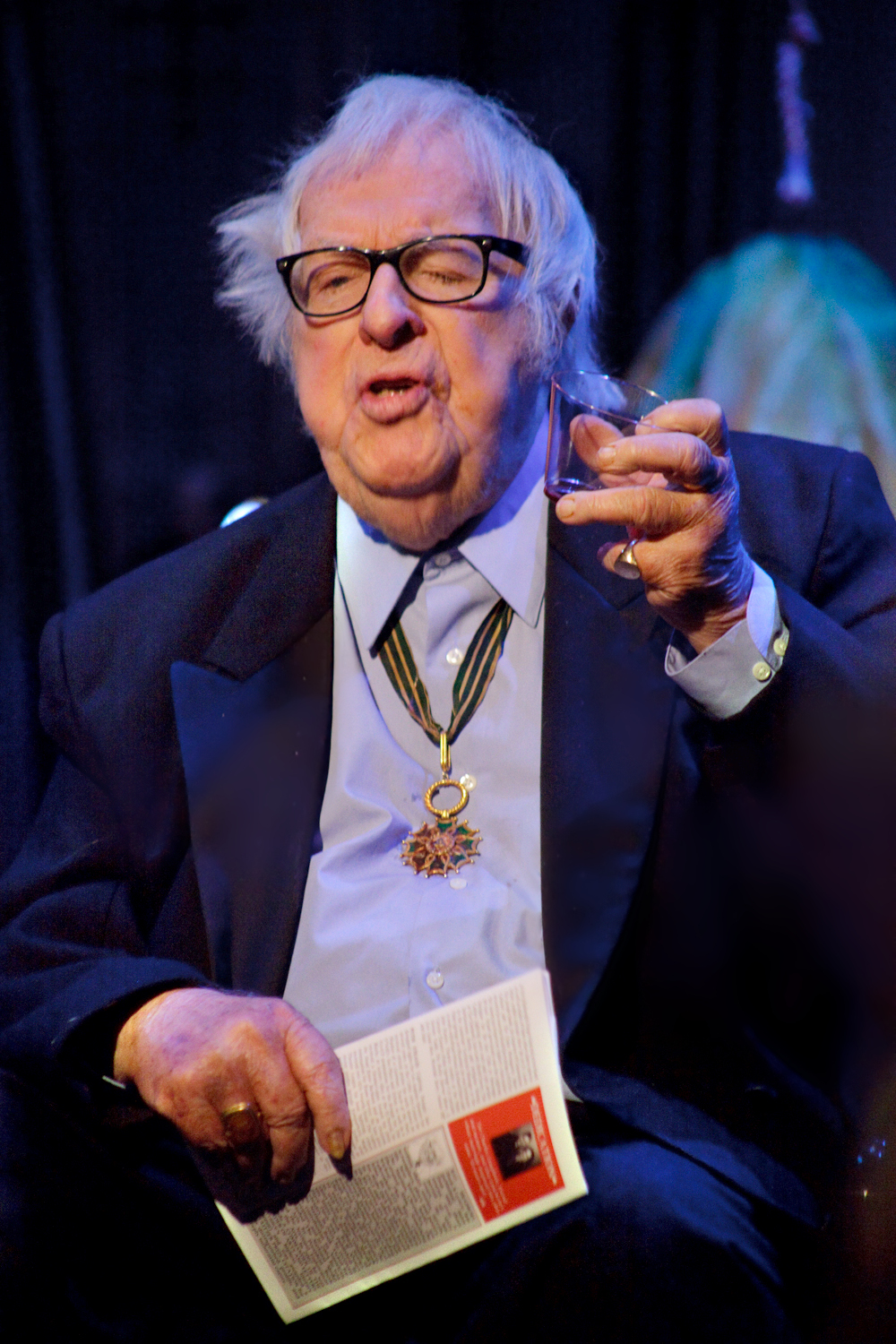
Рэй Брэдбери

- Брэдбери, Рэй (91) — американский писатель-фантаст[32].
- Глазычев, Вячеслав Леонидович (72) — российский архитектор и общественный деятель, профессор Московского архитектурного института (МАРХИ), член Общественной палаты РФ[33].
- Кошелев, Владимир Аркадьевич (75) — солист балета Большого театра, балетмейстер, педагог, заслуженный артист РСФСР[34].
- Мухамедзянов, Тахир Нариманович (51) — казахстанский общественный деятель, сопредседатель Республиканского Общественного Объединения «Социалистическое Движение Казахстана»[35].
- Овсиевская, Руфина Серафимовна (81) — заместитель директора средней школы № 40 г. Барнаула (1957—1989), народный учитель СССР[36].
- Павлов, Игорь Иванович (81) — русский поэт[37].
- Франк, Томаш (65) — организатор Гран-при Венгрии[38].

### 6 июня
- Волосянко, Николай Николаевич (40) — украинский футболист и футбольный тренер[39].
- Гербутов, Валерий Александрович (66) — советский белорусский педагог, школьный преподаватель физики, последний обладатель звания «Учитель года СССР»
- Иванов, Вячеслав Владимирович (57) — российский актёр, артист театра им. Евг. Вахтангова (2004—2009)[40].
- Крутов, Владимир Евгеньевич (52) — советский и российский хоккеист, двукратный олимпийский чемпион — Сараево (1984) и Калгари (1988)[41].
- Ли Ван Ян (62) — китайский профсоюзный активист, диссидент[42].
- Нешич, Неманья (24) — сербский гребец, двукратный чемпион Европы (2009, 2011)[43].
- Нуруллин, Аазат Идиатович (75) — российский политик, министр торговли Татарстана[44].
- Падуков, Леонид Степанович (91) — участник Великой Отечественной войны, Герой Советского Союза[45].
- Томохито (66) — принц Японии, двоюродный брат императора Акихито[46].
- Хамаханг, Абдул Мухаммад (75) — афганский певец[47].

### 7 июня

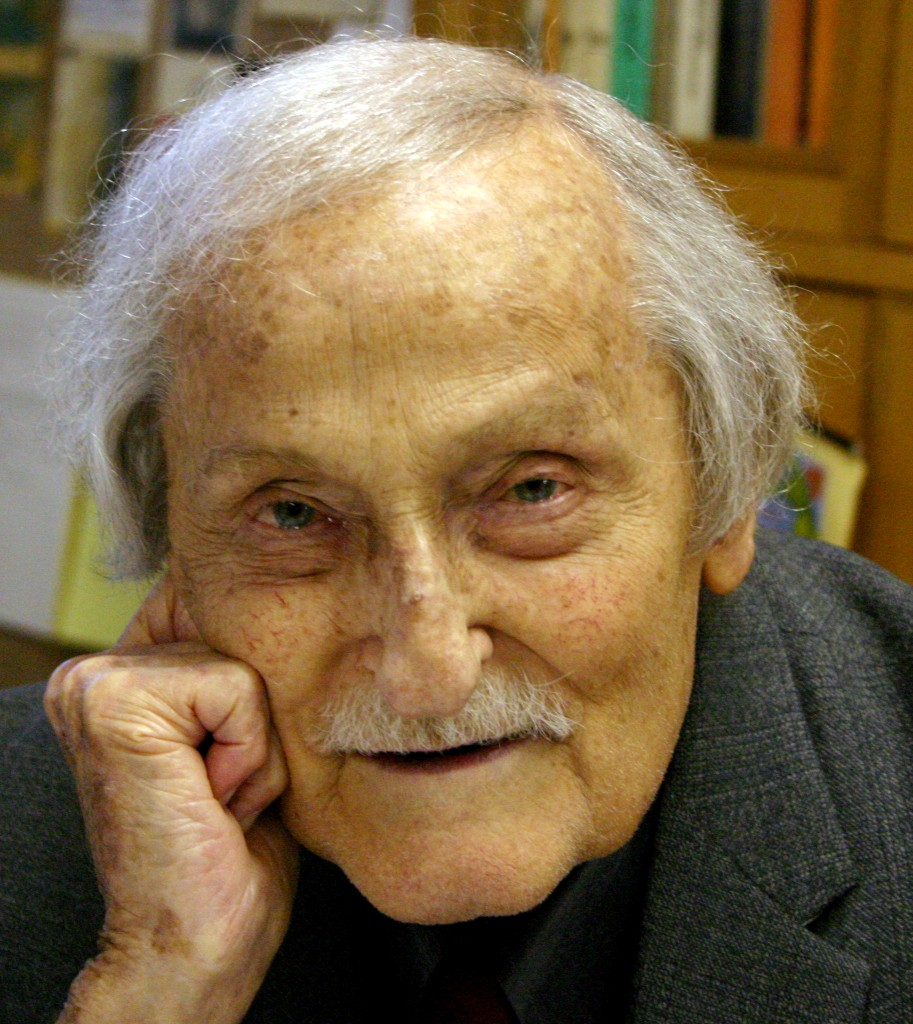
Филип Тобиас

- Медлин, Джон (78) — американский банкир, генеральный директор Wachovia (1977—1993)[48]
- Миллер, Нолан (79) — американский дизайнер и художник по костюмам, четырёхкратный номинант премии «Эмми» за лучший костюм («Династия») (1983—1986)[49].
- Папян, Левон (Лёва Twice) (22) — российский рэп-исполнитель, убийство[50].
- Пресиадо, Мануэль (54) — испанский футболист и тренер («Вильярреал»), обладатель Приза Мигеля Муньоса (2008), сердечный приступ[51].
- Радаев, Михаил Николаевич (54—55) — российский самарский художник[52].
- Рива, Дж. Майкл (63) — американский художник-постановщик, номинант премии «Оскар» за лучшую работу художника-постановщика (1985) («Цветы лиловые полей»), лауреат премии «Эмми» (2007)[53].
- Абед Хамид Махмуд ат-Тикрити (55) — иракский политический деятель, личный секретарь Саддама Хусейна, казнён[54]..
- Тобиас, Филип (86) — южноафриканский палеоантрополог[55] Архивировано 24 сентября 2012 года..
- Уэлч, Боб (66) — американский музыкант («Fleetwood Mac»), самоубийство[56].
- Чумак, Евгений Федорович (66) — украинский луганский скульптор, народный художник Украины[57].
- Шейр, Чак (85) — американский баскетболист, чемпион НБА (1958)[58].

### 8 июня
- Барде, Мари-Терез (114) — французская долгожительница, старейшая жительница Европы[59].
- Галлей, Робер (91) — французский политик, занимавший в 1968—1981 годах различные министерские посты в том числе министра обороны Франции (1973—1974), (1980—1981)[60].
- Иванов, Николай Петрович (62) — советский спортсмен (академическая гребля), олимпийский чемпион (1976), заслуженный мастер спорта СССР (1976)[61].
- Кэди, Фрэнк (96) — американский актёр («Зелёные просторы»)[62].
- Туени, Гасан (86) — ливанский журналист, политик и дипломат, министр, представитель Ливана в ООН (1977—1982)[63].

### 9 июня
- Брюшинкин, Владимир Никифорович (57) — российский философ, заведующий кафедрой философии БФУ им. И. Канта в Калининграде.[64].
- Вагин, Анатолий Михайлович (61) — российский театральный деятель, режиссёр театра «Старый Петербург»[65]
- Кенжебаев, Даурен () — заместитель командующего сухопутными войсками Казахстана, полковник, автокатастрофа[66].
- Клер, Режи (55) — французский велосипедист, победитель ряда этапов велогонок «Вуэльта Испании» (1981) и «Тур де Франс» (1982, 1983, 1987)[67].
- Курбанов, Рахманкул Курбанович (99) — советский и узбекский государственный и партийный деятель, председатель Совета Министров Узбекской ССР (1961—1971)[68].
- Марон, Валентина Ивановна (88) — советская театральная актриса, заслуженная артистка РСФСР [www.kino-teatr.ru/teatr/acter/w/sov/260057/bio/]
- Минатти, Иван (88) — словенский поэт и переводчик[69].
- Наливайко, Алексей Георгиевич (51) —российский спортивный комментатор, корреспондент[70].
- Фукасэ, Масахиса (78) — японский фотограф[71].

### 10 июня
- Беллуджи, Пьеро (87) — итальянский дирижёр, приглашённый дирижёр Ла Скала[72].
- Долгушин, Никита Александрович (73) — российский балетмейстер, хореограф, педагог, артист Михайловского театра, Народный артист СССР[73]
- Матьё, Жорж (91) — французский художник, основатель исторической абстрактной живописи[74].
- Москальков, Пётр Иванович (84) — украинский политик, председатель Запорожского облисполкома (1976—1988)[75].
- Саитоти, Джордж (66) — кенийский политик, экономист и математик, министр внутренней безопасности Кении, вице-президент и директор Всемирного банка, авиакатастрофа[76]
- Селзник, Юджин (82) — американский волейболист, игрок и капитан сборной США (1953—1967), пионер пляжного волейбола[77]
- Уэст, Гордон (69) — британский футболист, вратарь «Эвертона» (1962—1973) и сборной Англии по футболу, участник чемпионата Европы по футболу 1968[78].

### 11 июня

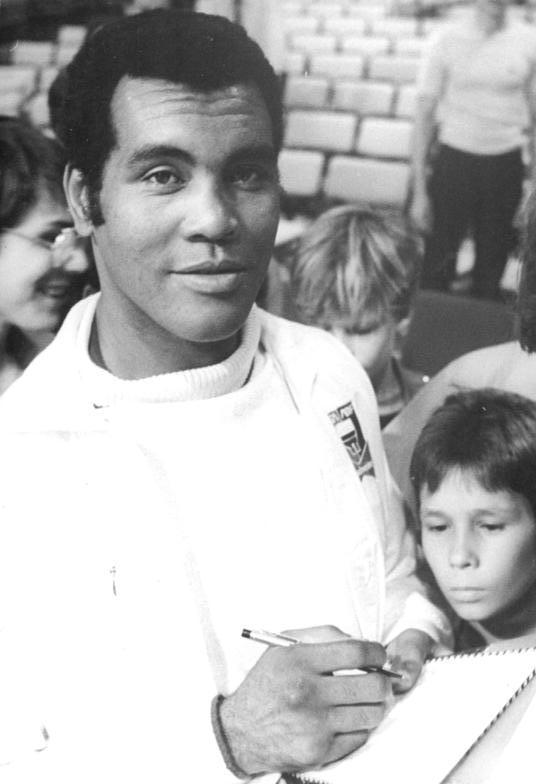
Теофило Стивенсон

- Бьянчотти, Эктор (82) — аргентинский и французский писатель[79]
- Левашов, Николай Викторович (51) — российский писатель и публицист[80].
- Парашечкин, Владимир Вячеславович — российский художник[81]
- Разерфорд, Энн (94) — американская актриса[82].
- Стивенсон, Теофило (60) — кубинский боксёр, трёхкратный олимпийский чемпион (1972, 1976 и 1980) и чемпион мира в тяжёлом весе, заслуженный мастер спорта СССР; сердечный приступ[83].
- Харада, Масаруми (77) — японский врач, исследователь болезни Минимата[84].

### 12 июня

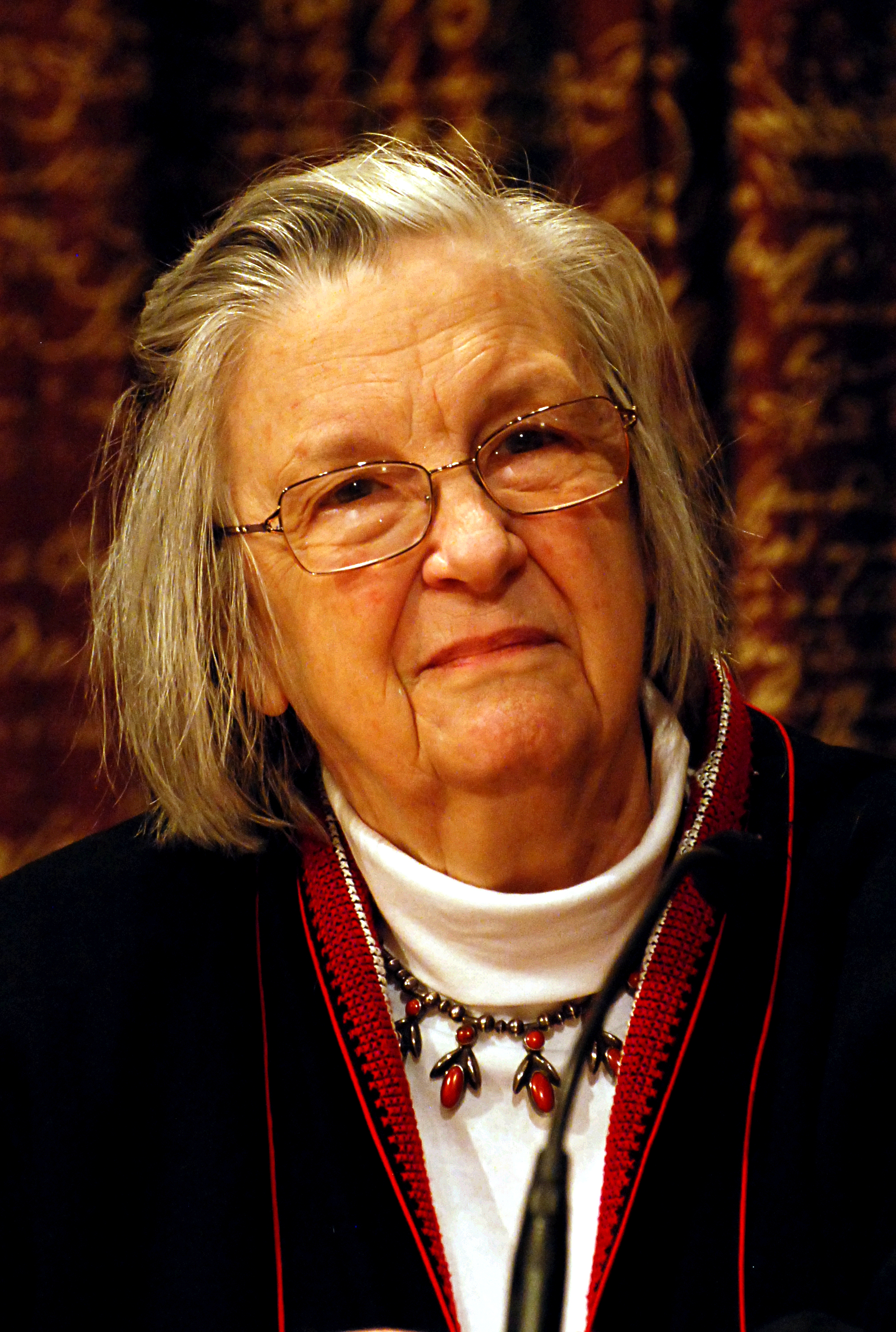
Элинор Остром

- Чон Аюль (25) — южнокорейская актриса[85].
- Кручинин, Владимир Иванович (82) — главный инженер «гагаринского старта», непосредственный участник подготовки и запуска первого искусственного спутника Земли, генерал-майор в отставке[86].
- Доброхотова, Людмила Николаевна (50) — российский модельер, дизайнер трикотажа[87].
- Остром, Элинор (78) — американский политолог и экономист, лауреат Нобелевской премии по экономике 2009 года[88].
- Паиньо (89) — испанский футболист[89].
- Хилл, Генри (69) — американский гангстер и преступник, история жизни которого легла в основу фильма «Славные парни»[90].
- Хусейн, Моктар Мухаммед (100) — и. о. президента Сомали (1967—1969)[91].

### 13 июня
- Гароди, Роже (98) — французский писатель, философ и политический деятель[92].
- Карлос Кобос (53) - мексиканский актёр[93]
- Ноулз, Уильям (95) — американский учёный-биохимик, лауреат Нобелевской премии по химии за 2001 год[94]
- Нурбатуров, Канат (43) — казахстанский скульптор, утонул в Италии[95].
- Хассан, Мехди (84) — пакистанский певец[96].

### 14 июня
- Аветисян, Тамара Константиновна (94) — советская певица, заслуженная артистка Украины (2008)[97].
- Зарипов, Ильдар Касимович (72) — народный художник Российской Федерации, лауреат Государственной премии Республики Татарстан имени Г. Тукая[98].
- Катасонов, Сергей Николаевич (57) — российский писатель и журналист, секретарь Союза писателей Москвы, генеральный директор ООО «Арс Нова Медиа»[99].
- Кожевников, Валерий Иванович (67) — российский спортивный деятель, профессор кафедры теории и методики спортивной гимнастики и оздоровительного плавания Уральского государственного университета физической культуры, погиб[100]
- Серени, Гитта (91) — австро-британская журналистка, известная психологическими портретами преступников[101][102].
- Уилсон, Иветт (48) — американская актриса[103]
- Боб Чаппуис (англ. Bob Chappuis) (1923-2012), американский футболист, занесен в Зал славы американского футбола[англ.].
- Баэс Чино, Виктор — мексиканский журналист, похищен и убит[104].

### 15 июня
- Беляев, Павел Ильич (91) — советский конькобежец, экс-рекордсмен мира на дистанции 3000 метров[105]..
- Домениг, Гюнтер (77) — австрийский архитектор[106].
- Енсепов, Жасарал Жаксылыкович (58) — казахстанский музыкант[107].
- Керр, Джордж (74) — ямайский легкоатлет, двукратный бронзовый призёр летних Олимпийских игр в Риме (1960) в беге на 800 метров и в эстафете 4×400 метров[108].
- Лопатин, Игорь Константинович (88) — белорусский энтомолог, профессор, лауреат Государственной премии Белоруссии, академик Петровской академии наук и искусств[109];.
- Маккай, Барри (76) — американский теннисист и спортивный комментатор[110]..
- Муни, Тим — американский музыкант («American Music Club», «Sun Kil Moon»)[111].

### 16 июня

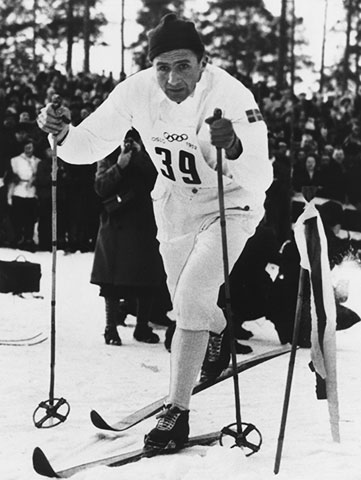
Нильс Карлссон

Клавдия Кудряшова

- Бертолуччи, Джузеппе (65) — итальянский кинорежиссёр, драматург и писатель[112].
- Карлссон, Нильс (94) — шведский лыжник, олимпийский чемпион зимних Игр в Санкт-Морице (1948) на дистанции 50 км.[113]
- Кудряшова, Клавдия Кузьминична (86) — советская российская оперная певица (меццо-сопрано). Народная артистка СССР (1970)[114].
- Метелёв, Василий Петрович (98) — Герой Советского Союза.
- Музыка, Валентин Павлович (59) — начальник Госзнака Украины, создатель современной полиграфической промышленности Украины[115]
- Наиф бин Абд аль-Азиз аль-Сауд (78) — наследник престола в Саудовской Аравии[116].
- Петелицкий, Славомир (65) — польский бригадный генерал, глава специальной группы GROM (войсковая часть № 2305) (1990—1995, 1997—1999); самоубийство[117].
- Робертс, Гарет (24) — британский автогонщик, погиб[118].
- Ролан, Тьерри (74) — французский телевизионный комментатор[119].
- Тайррелл, Сьюзан (67) — американская актриса, номинант премии «Оскар» за лучшую женскую роль второго плана (1972) («Жирный город»), премия «Сатурн» лучшей киноактрисе второго плана (1978)[120]
- Сушон, Сергей Петрович (85) — заместитель председателя Всеизраильской ассоциации «Уцелевшие в концлагерях и гетто», учёный-эколог[121].

### 17 июня
- Бросс, Стефан (40) — французский горнолыжник, трёхкратный чемпион мира (2002, 2004, 2006), чемпион Европы (2001)[122]
- Кинг, Родни (47) — афроамериканская жертва превышения полномочий со стороны полицейских США, Несчастный случай[123]
- Киньябулатова, Катиба Каримовна (91) — советская башкирская поэтесса, лауреат Государственной премии РБ имени Хадии Давлетшиной в области литературы и искусства для детей и юношества[124].
- Кузнецов, Владимир Павлович (73) — военный инженер и военачальник, начальник инженерных войск Министерств обороны СССР и РФ (1987—1999), генерал-полковник в отставке[125]
- Игуменья Марина (81) — настоятельница Линтульского монастыря (Финляндия)[126]
- Чен Дин Хва (89) — гонконгский мультимиллиардер, глава текстильной организации Nan Fung Textiles Consolidated Limited и компании Nan Fung Development Limited[127].
- Ярви, Райво (57) — эстонский художник, тележурналист и политик[128]

### 18 июня

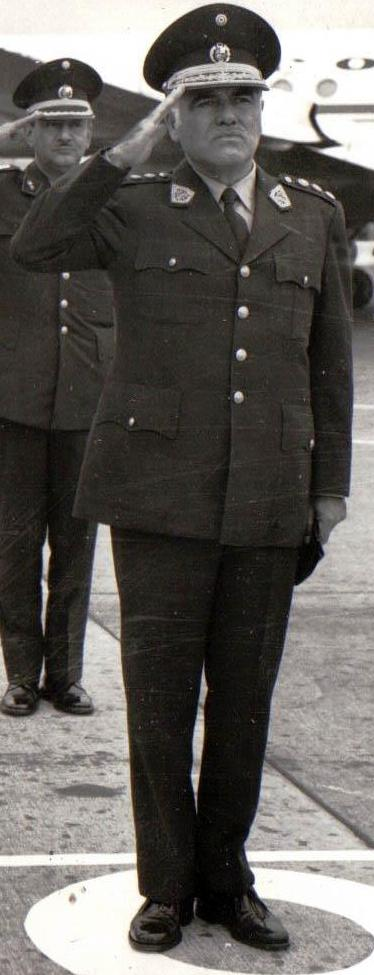
Эдгардо Меркадо Харрин

- Джавед, Газала (24) — пакистанская певица и танцовщица[129].
- Катан, Салем Али — йеменский генерал, командующий южным военным округом Йемена, убит в результате теракта[130].
- Кеннеди, Эрика (42) — американская писательница и журналистка[131].
- Клоцвог, Феликс Наумович (78) — российский экономист, лауреат Государственной премии СССР[132].
- Коппола, Орасио (105) — аргентинский фотограф[133].
- Панагулиас, Алькетас (78) — греческий футбольный тренер, тренер сборной Греции по футболу (1973—1976, 1977—1981, 1992—1994)[134].
- Руткис, Гунтис (55) — советский и латвийский юрист, Глава KNAB (2002—2003)[135].
- Спинетти, Виктор (82) — британский актёр театра и кино («Вечер трудного дня»), лауреат премии «Тони» (1965)[136].
- Меркадо Харрин, Эдгардо (92) — премьер-министр Перу (1973—1975)[137].
- Шамаров, Зекарья Кошерович (81) — дагестанский животновод, полный кавалер Ордена Трудовой Славы[138]

### 19 июня
- Абжаватов, Абакар Эльдарович (53) — российский актёр, заслуженный артист России и Кабардино-Балкарии, режиссёр, руководитель концертного объединения «Кавказ»[139].
- Бейт, Энтони (82) — британский актёр[140].
- Брон, Джерри (79) — британский музыкальный продюсер и менеджер («Uriah Heep»)[141].
- Гарамов, Владимир Алексеевич (60) — советский и российский цирковой артист, заслуженный артист России[142].
- Дробачиньский, Ромуальд (81) — польский актёр [www.kino-teatr.ru/kino/acter/m/euro/274024/bio/].
- Кроон, Люк (69) — нидерландский военный деятель, адмирал, командующий Королевскими военно-морскими силами Нидерландов (1995—1998), начальник штаба голландских вооруженных сил (1998—2004)[143].
- Лавский, Виктор Михайлович (97) — советский лётчик и ветеран Великой Отечественной войны, генерал-лейтенант, последний кавалер шести орденов Красного Знамени[144].
- Линч, Ричард (72) — американский киноактер[145].
- Паллисер, Майкл (90) — британский дипломат, постоянный заместитель министра иностранных дел Великобритании (1975—1982)[146].
- Потёмкин, Александр Николаевич (55) — российский актёр, директор киностудии «АРК-фильм» (с 1998)[147].
- Талалай, Леонид Николаевич (70) — украинский поэт, лауреат Государственной премии Украины им. Шевченко (1993)[148].
- Тиман, Норберт (87) — американский политик, губернатор Небраски (1967—1971)[149].
- Хефнер, Уолтер (101) — швейцарский мультимиллиардер, крупнейший держатель акций IT-компании CA, самый пожилой миллиардер в мире[150]

### 20 июня
- Баранов, Вячеслав Васильевич (53) — советский и российский киноактёр, мастер дубляжа. [www.kino-teatr.ru/kino/acter/m/ros/310/bio/].
- Браун, Лесли (64) — мать первого в истории ребёнка, зачатого методом искусственного оплодотворения (1978), гражданка Великобритании[151].
- Ведерайте, Алдона (88) — литовская актриса театра и кино, телережиссёр [www.kino-teatr.ru/kino/acter/post/267409/bio/].
- Вэйн-Темпест-Стюарт, Александр (74) — британский аристократ, 9-й маркиз Лондондерри[152].
- Нейман, Лерой (91) — американский художник- экспрессионист[153]
- Саррис, Эндрю (83) — американский кинокритик[154].

### 21 июня
- Адлер, Ричард (90) — американский композитор, двукратный лауреат премии «Тони»[155].
- Деменев, Артур Фаддеевич (39) — российский актёр, актёр Нижегородского академического театра драмы им. М. Горького[156].
- Кириенко, Владимир Петрович (67) — ректор Нижегородского государственного политехнического университета (2003—2010)[157].
- Мелетий (Каламарас) (79) — митрополит Превезы и Никополя, церковный писатель[158].
- Скотт, Тедди (83) — шотландский футболист[159].
- Шварц, Анна (96) — американский экономист, соавтор Милтона Фридмана[160].
- Шенгелия, Рамаз Александрович (55) — советский футболист, нападающий «Динамо» (Тбилиси) и сборной СССР по футболу, лучший футболист СССР 1978 и 1981 гг., заслуженный мастер спорта СССР; сердечный приступ[161].

### 22 июня
- Галиардо, Хуан Луис (72) — испанский актёр («Антоний и Клеопатра», «Танго»)[162].
- Денисов, Валерий Сергеевич (86) — артист цирка, наездник, заслуженный артист РСФСР. [www.kino-teatr.ru/kino/acter/star/313422/bio/]
- Нестеров, Валерий Вениаминович (68) — российский политик, первый министр общего и профессионального образования Свердловской области (1998—2009)[163]
- Попов, Владимир Яковлевич (75) — актёр Уральского драмтеатра им. А. Н. Островского, заслуженный артист КазССР. [www.kino-teatr.ru/teatr/acter/m/ros/327597/bio/]
- Таскер, Ролли (86) — австралийский яхтсмен, серебряный призёр летних Олимпийских игр в Мельбурне (1956) в классе 12 м2 Шарпи[164]..
- Фламан, Ферн (85) — канадский хоккеист, капитан «Бостон Брюинз» (1955—1961)[165].

### 23 июня

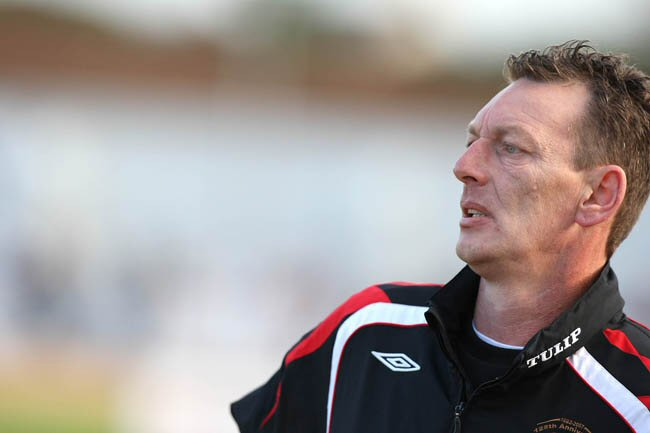
Алан Макдональд

- Анжерер, Брижит (59) — французская пианистка и педагог[166].
- Вишик, Марко Иосифович (90) — советский и российский математик[167].
- Губачев, Владимир Георгиевич (72) — советский и российский хозяйственный деятель, директор Сургутской ГРЭС-1 (1981—2001)[168]
- Дарбин, Джеймс (88) — британский статистик и эконометрист, президент Королевского статистического общества (1986—1987), соавтор критерия Дарбина — Уотсона[169].
- Линник, Леонид Андреевич — советский офтальмолог, автор лазерных медицинских технологий[170].
- Макдональд, Алан (48) — североирландский футболист, игрок (1986—1996) и капитан сборной Северной Ирландии[171].
- Малько, Юрий — украинский спортсмен-силовик, был официально признан самым сильным человеком Украины[172].
- Путинцев, Андрей Николаевич (37) — главный тренер волейбольного клуба «Енисей», игрок ВК «Дорожник» (1996—2009), автокатастрофа[173].

### 24 июня

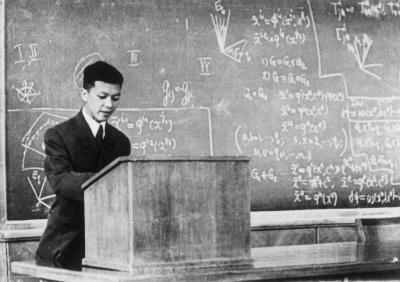
Гу Чаохао

- Гарт, Леонид Игоревич (39) — президент Федерации санного спорта России (2010—2012); инфаркт[174].
- Гу Чаохао (86) — китайский математик, академик Китайской академии наук, президент Научно-технического университета Китая (1988—1993)[175].
- Арон Давидсон (91) — советский и российский научный деятель.
- Кокс, Джин (90) — американский оперный певец[176].
- Красс, Франц (84) — немецкий оперный певец[177].
- Круус, Хейно Рихардович (85) — советский и эстонский баскетболист, и баскетбольный тренер, серебряный призёр летних Олимпийских игр 1952 года в Хельсинки в составе сборной СССР[178].
- Лакенбилл, Тед (72) — американский баскетболист, игрок «Филадельфии»[179].
- Роке, Мики (23) — испанский футболист; рак[180].
- Таддеи, Жак (66) — французский органист, член Академии изящных искусств[181].

### 25 июня
- Безнос, Виктор Иванович (74) — советский хозяйственный руководитель, директор Мариупольского металлургического завода имени Ильича (1980—1982)[182].
- Годунов, Виктор Александрович (58) — специалист советской и российской оборонной промышленности, вице-президент компании «Транзас»[183].
- Дубинин, Эдуард Владиславович (67) — председатель Днепропетровского областного совета (1998—2002)[184].
- Ефименко, Георгий Григорьевич (95) — советский учёный-металлург и государственный деятель Украины, министр высшего и среднего специального образования Украинской ССР (1973—1984)[185].
- Ионов, Вячеслав Николаевич (71) — советский гребец на байдарках, олимпийский чемпион 1964 года[186].
- Татчаев, Тимур Валентинович (31) — руководитель экстремистской группировки Джамаат «Ярмук» (с марта 2012)[187].
- Хёрст, Джордж Рэндольф (младший) (84) — американский медиамагнат, председатель совета директоров Hearst Corporation[188].

### 26 июня

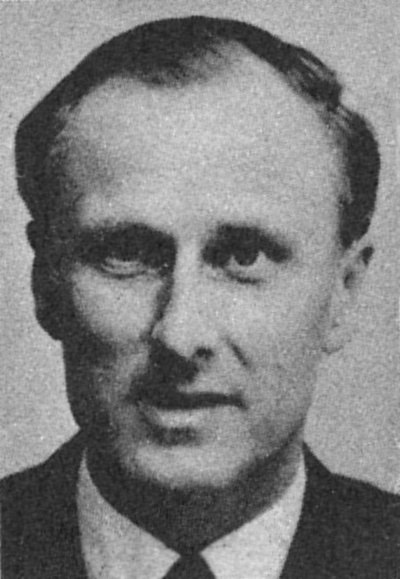
Сверкер Острём

- Камминс, Пэт (55) — американский баскетболист, центровой, выступавший в нескольких клубах НБА («Нью-Йорк Никс», «Майами Хит») и др.[189]
- Кёртис, Энн (86) — американская спортсменка, двукратная чемпионка летних Олимпийских игр в Лондоне (1948) по плаванию (400 м вольным стилем, эстафета 4×100 м вольным стилем)[190].
- Левченко, Вера Ивановна (91) — Герой Социалистического Труда, почетный житель Новодвинска.[191]
- Медетбеков, Капар (80) — советский киргизский актёр, народный артист СССР (1991). [www.kino-teatr.ru/kino/acter/post/43140/bio/]
- Зося Трацевская (66) — советская узбекская джазовая певица, актриса, музыкальный критик, поэтесса. [www.kino-teatr.ru/kino/acter/star/16351/bio/]
- Острём, Сверкер (96) — шведский дипломат, постоянный представитель Швеции при ООН (1964—1970), государственный секретарь по иностранным делам (1972—1977)[192]..
- Шмаринова, Карина Николаевна (75) — советская киноактриса[193].
- Эфрон, Нора (71) — американский кинорежиссёр, трёхкратная номинантка на премию «Оскар»; лейкемия[194].

### 27 июня
- Грэйди, Дон (68) — американский актёр кино и сериалов[195].
- Митерев, Юрий Владимирович (37) — молдавский футболист, игрок национальной сборной и кишинёвского «Зимбру»; лейкоз[196].
- Сочнев, Антонин Николаевич (88) — советский футболист, нападающий московского «Торпедо» (1947—1952)[197].
- Триаридис, Константинос (74) — греческий политик, министр по делам Македонии и Фракии (1993—1996); рак[198].
- Чебаненко, Иван Ильич (87) — советский геолог-тектонист.

### 28 июня

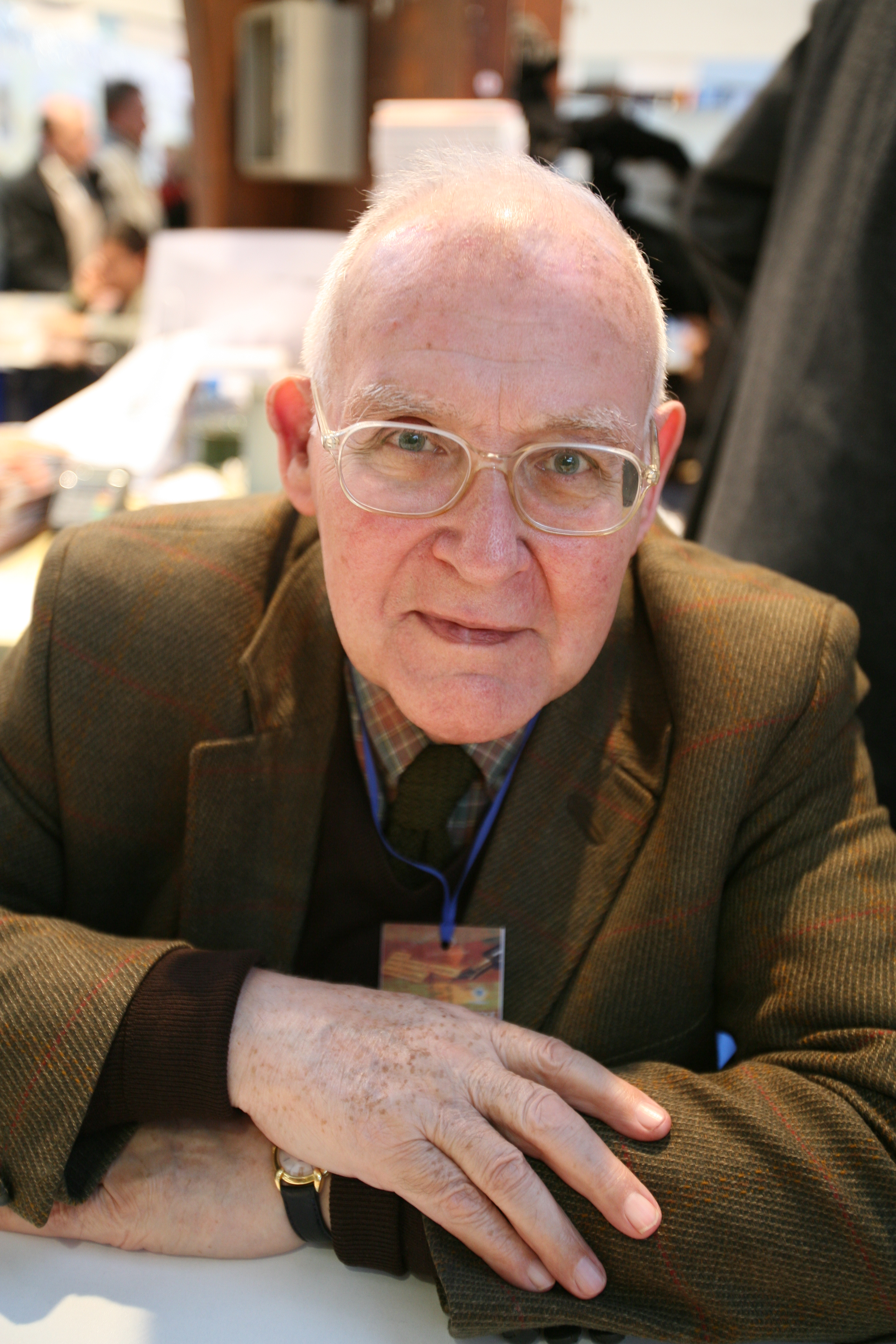
Робер Сабатье

- Прохоров, Михаил Владимирович (88) — геофизик сейсморазведочной партии Ухтинского геологического управления, Герой Социалистического Труда.
- Сабатье, Робер (88) — французский писатель, член Гонкуровской академии[199].
- Фахрутдинов, Тагир Мухаремович (48) — 4-кратный чемпион мира, 2-кратный чемпион Европы, многократный чемпион России по бодибилдингу; рак[200].
- Чжан Жуйфан (94) — китайская киноактриса[201]

### 29 июня
Казаков, Владислав Владимирович (25) - Белорусский историк
- Германчук, Пётр Кузьмич (60) — министр финансов Украины (1994—1996)[202].
- Крутов, Николай Владимирович (46) — глава Светлоярского района Волгоградской области; убит[203].
- Хайдаров, Ремир Амирович (34) — нападающий тюменской хоккейной команды «Рубин»; погиб[204].

### 30 июня
- Давыдов, Владлен Семёнович (88) — советский и российский артист театра и кино. Народный артист РСФСР (1969)[205].
- Ирдли, Ричард (83) — американский политик, мэр Бойсе (1974—1986)[206].

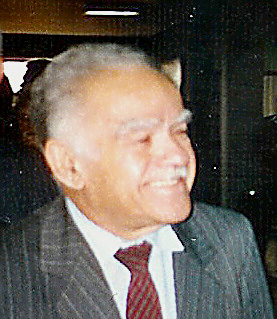
Ицхак Шамир

- Шамир, Ицхак (96) — премьер-министр Израиля (1983—1984; 1986—1992)[207].
- Майкл Эбни-Гастингс (69) — человек, которого называли «истинным королём Великобритании», потомок Джорджа Плантагенета — брата короля Эдварда IV, имевший законное право на трон Великобритании[208].